# Cetopsorhamdia orinoco
Cetopsorhamdia orinoco är en fiskart som beskrevs av Schultz, 1944. Cetopsorhamdia orinoco ingår i släktet Cetopsorhamdia och familjen Heptapteridae. Inga underarter finns listade i Catalogue of Life.